# Прийняття на озброєння
Прийняття (взяття) на озброєння — офіційне рішення державних органів (постанова, наказ абощо) про включення новоствореного або модернізованого зразка озброєння та військової техніки (ОВТ) до складу збройних сил країни, зазвичай після випробувань. Процес прийняття на озброєння по-різному визначений у законодавствах різних країн. В Україні з 2015 року також є спрощений споріднений процес допуску до експлуатації.

## Опис за країною

### Україна
У мирний час державний замовник визначав необхідні параметри техніки, формулював концепцію та звертався до установи або підприємства оборонної промисловості. Виробник пускав у дію конструкторські потужності, видавав креслення, виготовляв дослідний зразок або дослідну партію та проводив заводські випробування. Після того відбувались державні випробування, в ході яких комісія вищого рівня вивчала зразок чи партію. Якщо комісія не мала зауважень і робочі характеристики відповідали технічному завданню, то такий зразок приймався на озброєння, а з державного бюджету виділяли кошти на виробництво й постачання. Втім, ця процедура могла тривати роками.
Постановою Кабінету Міністрів України № 345 від 25 лютого 2015 було визначено порядок постачання ОВТ на «особливий період» (період російсько-української війни), в якому введено поняття «допуску до експлуатації на особливий період». Це поняття подібне до взяття на озброєння, однак передбачає наприкінці «особливого періоду» або виведення зразка ОВТ з експлуатації, або його повноцінне прийняття на озброєння за результатами держвипробувань. Допуск до експлуатації не витіснив прийняття на озброєння, ці процедури здійснюються паралельно.
21 листопада 2023 року, під час російського вторгнення, процедуру допуску до експлуатації було суттєво спрощено, що дозволило прискорити процес з кількох місяців до кількох тижнів та допускати техніку з рекордними темпами. Спрощена процедура передбачає допуск із присвоєнням номенклатурного коду НАТО. В процесі кодифікації зразок набуває статусу «предмета постачання» та заноситься до єдиного каталогу. Техніка країн НАТО, яку надають союзники, в більшості випадків уже кодифікована, тому Міністерство оборони України може швидко приймати її на озброєння.

### СРСР
В СРСР прийняття на озброєння здійснювалось наказами Міністерства оборони за результатами державних випробувань. Прийняття на озброєння було підставою для початку серійного виробництва, внесення змін у штат збройних сил.